# Ignasi de Selíbria
Ignasi de Selíbria (en llatí Ignatius, en grec Ἰγνάτιος) fou un escriptor i filòsof romà d'Orient del que se sap que fou metropolità de Selíbria (Selybria, potser Selímbria) del que es conserva (o es conservava) a la Biblioteca de sant Marc a Venècia una obra titulada Commentarius in Aristotelis Scripta Logica, i un altre titulada Βίος καὶ πολιτεία τῶν ἁγίων Δεοστέπτων μεγάλων βασιλέων καὶ ἰσαποστόλων Κωνσταντίνου καὶ Ἑλένης, Vita et Conversatio, &c., Constantini et Helenae, segons diu Fabricius.
La seva època és desconeguda.